# Kayabaşı, Çaycuma
Kayabaşı là một xã thuộc huyện Çaycuma, tỉnh Zonguldak, Thổ Nhĩ Kỳ. Dân số thời điểm năm 2011 là 764 người.